# Masamune Shirow
士郎 正宗
Œuvres principales
- Black Magic
- Appleseed
- Dominion Tank Police
- Orion
- Ghost in the Shell
- ManMachine Interface

Masamune Shirow (士郎 正宗, Shirō Masamune) est un dessinateur de manga japonais de renommée internationale. Il est né le 23 novembre 1961  à Kobe, dans la préfecture de Hyōgo. Depuis le tremblement de terre de 1995 à Kōbe, il vit à Hyōgo.
Il est notamment l'auteur d'Appleseed et de Ghost in the Shell. Ses thèmes de prédilection sont le cyberpunk, les mechas et la création d'univers cohérents (culturellement, scientifiquement et politiquement vraisemblables).

## Biographie
« Masamune Shirow » est un pseudonyme : Masamune était un célèbre forgeron japonais du XIVe siècle. Il forgea notamment un sabre pour Yagyū Munenori en 1630 ; il a d'ailleurs donné des noms de sabre à certains de ses personnages (Kusanagi par exemple).

## Style graphique et narratif
Ses dessins sont détaillés, et peuvent paraitre difficiles à déchiffrer à première vue.
Ses histoires alternent des scènes de réflexion sur la situation politique nationale et internationale, des scènes d'actions, et des scènes d'introspection. Les scènes d'actions mettent en scène des sections d'intervention en détaillant leur mode d'investigation, la situation entre les considérations politiques et les priorités liées à la sécurité civile, des propositions d'intervention, la coordination entre groupes.
Les personnages sont complexes et les scénarios s'articulent sur des technologies militaires appliquées dans le civil (par ses mecha particuliers, les landmates) et la politique.
L'univers de Shirow est une œuvre d'anticipation. Une des caractéristiques de l'auteur est de mettre en scène des personnages principaux féminins. Masamune Shirow annonce dans Appleseed, le passage actuel d'une guerre dite conventionnelle à une guerre de terrorisme qui ne se ferait plus entre états mais entre groupes d'influence. À partir des années 2000, avec la série des Galgrease il s'oriente vers le hentai.

## Œuvre

### Mangas
- Black Magic (1983)
- Appleseed (paru en quatre volumes: les deux premiers en 1985, le troisième en 1987 et le dernier en 1989, ainsi qu'un Appleseed Hypernotes et Appleseed Databook, réunissant notes, informations et chapitres inédits)
- Dominion Tank Police (1986)
- Ghost in the Shell (1991, Young Magazine)
- Orion (1991)
- Dominion: Conflict One (1995)
- ManMachine Interface (2001, suite de Ghost in the Shell)
- Pandora of the Crimson Shell Ghost Urn (2015), scénario Masamune Shirow, dessin Koshi Rikdo

### Artbooks
- Intron Depot 1 (1992) (artbook regroupant des travaux allant de 1981 à 1991)
- Intron Depot 2 - Blades (1998)
- Intron Depot 3 - Ballistics (2003)
- Intron Depot 4 - Bullets (2004) (artbook regroupant des travaux allant de 1995 à 1999)
- Intron Depot 5 - Battalion (2012) (artbook regroupant des travaux allant de 2001 à 2009)
- Intron Depot 6 - Barb Wire vol.1 (2013) (artbook regroupant des travaux allant de 2007 à 2010)
- Intron Depot 7 - Barb Wire vol.2
- Pieces 1 - Premium Gallery Artbook (2009)
- Pieces 2 - PhantomCats Artbook (2010)
- Pieces 3 - Wild Wet Quest (2010)
- Pieces 4 - Hell Hound 1 (2010)
- Pieces 5 - Hell Hound 2 (2010)
- Pieces 6 - Hell Cat (2011)
- Pieces 7 - Hell Hound 1 & 2 (2011)
- Pieces 8 - Wild Wet West (2012)
- Pieces 9 - Masamune Shirow Premium Gallery (2012)
- Pieces Gem 01 (regroupant des travaux pour GITS) (2014)
- Pieces Gem 02 (regroupant la cinquantaine de planches de la série inédite Neuro Hard (1992/1994)) (2015)
- Pieces Gem 03 (regroupant des travaux pour Appleseed) (2017)
- Galgrease : Série de manga et posters érotiques. Le nom vient du fait que les femmes ("gal" en anglais") sont dessinés avec un effet huilé ("grease" en anglais) sur leur peau.

### Animation

#### Longs métrages
- Ghost in the Shell (1995) par Mamoru Oshii, adapté du manga Ghost in the Shell de Masamune Shirow
- Innocence : Ghost in the Shell 2 (2004) par Mamoru Oshii, adapté du manga Ghost in the Shell de Masamune Shirow
- Appleseed (2004) par Shinji Aramaki, adapté du manga Appleseed de Masamune Shirow
- Ghost in the Shell : Stand Alone Complex - Solid State Society (2006) par Kenji Kamiyama, adapté du manga Ghost in the Shell de Masamune Shirow
- Appleseed - Ex Machina (2007) par Shinji Aramaki, adapté du manga Appleseed de Masamune Shirow
- Appleseed Alpha (2014) par Shinji Aramaki

#### OAV
- Black Magic M-66 (1987) par Hiroyuki Kitakubo et Masamune Shirow, adapté du manga Black Magic M-66 de Masamune Shirow
- Appleseed (1988) par Kazuyoshi Katayama (ja), adapté du manga Appleseed de Masamune Shirow
- Dominion Tank Police (1988) par Takaaki Ishiyama et Kōichi Mashimo, adapté du manga Dominion: Tank Police de Masamune Shirow
- New Dominion Tank Police (1990) par Takaaki Ishiyama et Kōichi Mashimo, adapté du manga Dominion: Tank Police de Masamune Shirow
- Landlock (1995) par Yasuhiro Matsumura, character design et mecha design de Masamune Shirow
- Gundress (1999) par Junichi Sakai, character design et mecha design de Masamune Shirow
- Tank S.W.A.T. 01 (2006) par Romanov Higa, adapté du manga Dominion: Tank Police de Masamune Shirow

#### Séries télévisées
- Ghost in the Shell: Stand Alone Complex (2003) par Kenji Kamiyama (26 épisodes de 25 minutes), adapté du manga Ghost in the Shell de Masamune Shirow
- Ghost in the Shell: S.A.C. 2nd GIG (2004) par Kenji Kamiyama (26 épisodes de 25 minutes ; saison 2), adapté du manga Ghost in the Shell de Masamune Shirow
- Ghost in the Shell: SAC 2045 (2020) par Kenji Kamiyama et Shinji Aramaki (24 épisodes de 24 minutes), adapté du manga Ghost in the Shell de Masamune Shirow
- Ghost Hound (2007) par Ryūtarō Nakamura (22 épisodes), concept original de Masamune Shirow
- Real Drive (2008) par Kazuhiro Furuhashi (26 épisodes de 23 minutes), concept original de Masamune Shirow
- Appleseed XIII (en) (2011) par Takayuki Hamana (en), adapté du manga Appleseed de Masamune Shirow

### Jeux vidéo
- Eternal City: Toshi Tenso Keikaku, (1991, PC-Engine)
- Moto Roader 2, (1991, PC-Engine)
- Trinea (1993, SNES)
- Winds of Thunder, (1993, PC-Engine)
- Fire Emblem: Shadow Dragon, (2008, Nintendo DS)